# Templo del Carmen (Celaya)
El Templo de Nuestra Santísima Virgen del Monte Carmelo, comúnmente llamado Templo del Carmen es un templo católico en la ciudad mexicana de Celaya, siendo uno de los edificios religiosos más famosos y principales de la ciudad, junto a la Catedral y el Templo de San Francisco. Lo que hoy conocemos como el Templo fue construido y remodelado por el famoso arquitecto, pintor y escultor celayense Francisco Eduardo Tresguerras.

## Historia

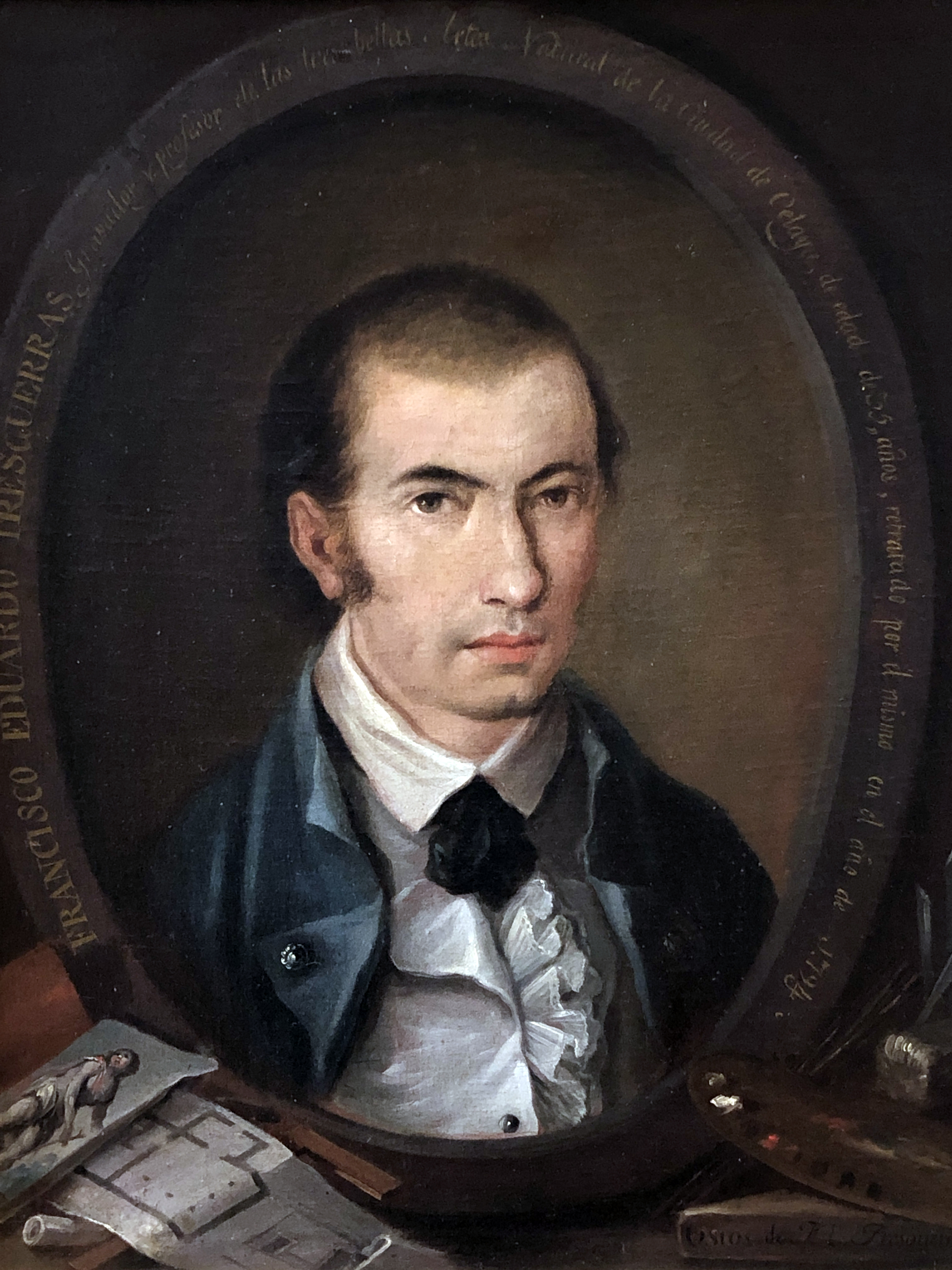
Francisco Eduardo Tresguerras.

El periodo de construcción del actual edificio de lo que hoy es el Templo del Carmen fue del 4 de noviembre de 1802 al 13 de octubre de 1807.
El autor del diseño y director de construcción fue el arquitecto Francisco Eduardo Tresguerras. El uso de este edificio ha sido en toda su historia como Iglesia católica. Los propietarios originales del templo fue la Orden de los Carmelitas Descalzos.
La fundación del conjunto conventual de la Orden de los Carmelitas Descalzos en la Villa de la Purisíma Concepción de Zalaya, se concedió por real Cédula, el 30 de junio de 1597, por el virrey Gaspar de Zúñiga Acevedo y Velasco, en los terrenos donados por Francisco Hernández Molinillos. El conjunto quedó sujeto al Obispado de Michoacán, y el 19 de marzo de 1600, se colocó la primera piedra del viejo convento de carmelitas.
El 16 de julio de 1802 al celebrar la fundación del convento se organizaba una procesión, la cual recorría las calles de la ciudad, ese día la Iglesia fue consumida por las llamas y en poco tiempo la iglesia dejó de existir.
Fray Juan de San Francisco, prior del convento de Celaya, pidió licencia a Fray Antonio de San Fermín, Provincial de los Carmelitas, que se encontraba en la ciudad, para construir una nueva iglesia, solicitud que le fue autorizada.
Para el proyecto y la construcción del nuevo templo se eligió como director a Francisco Eduardo Tresguerras. Así pues el 4 de noviembre de ese mismo año, el presidente del Ayuntamiento Don Juan Bosque, puso la primera piedra del nuevo Templo.
La obra se fue edificando a expensas de la provincia carmelitana de San Alberto en la Nueva España, que mensualmente proporcionaba de sus arcas la cantidad de dos mil pesos, y de los donativos que voluntariamente hacían todos los vecinos de Celaya, tanto pobres como ricos. Se concluyó el 13 de octubre de 1807 y fue dedicada a Santa Teresa. El costo el templo fue de $224,500.001 (dinero de la época).

## Arquitectura

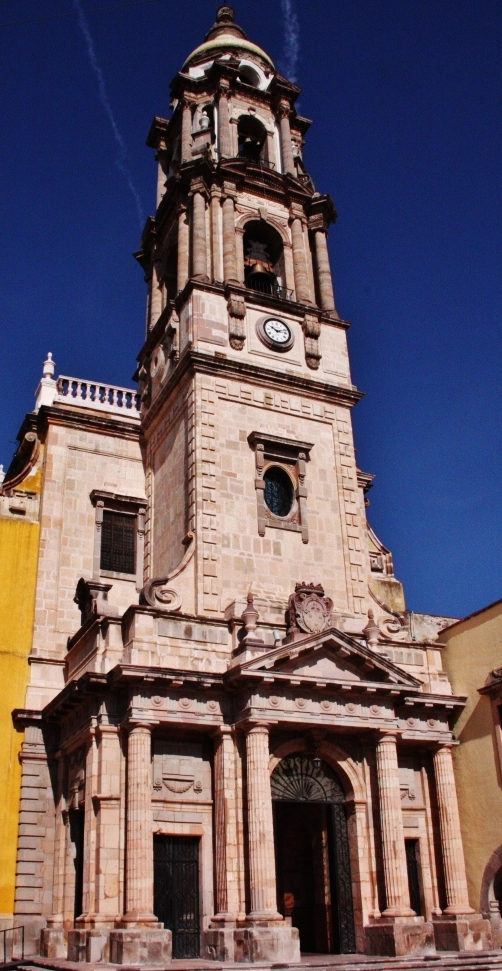
Detalle de la torre y la entrada principal.

### Entrada Principal
La entrada principal al templo es la que se ubica debajo de la torre en el patio hecho de cantera sobre la calle Álvaro Obregón. Tiene un arco de una monumental fachada de piedra adornado y en la cima de éste se puede apreciar el escudo de la Orden carmelita resguardo por dos jarrones. La entrada principal (junto a otras las cuatro entradas secundarias) dan de forma directa al cuerpo del templo. Las cuatro entradas secundarias están ubicadas a los lados de la principal, junto a la entrada principal dan al recinto del oratorio.

### Torre
Cuenta con una torre hecha de cantera. La entrada principal a se encuentra bajo esta. Se divide en tres secciones: primera sección del campanario (de estilo jónico), segunda sección del campanario (de estilo corintio) y el capitel piramidal de la torre. En total de las tres secciones de la torre tiene la misma altura que la cúpula. La torre se levanta sobre un pórtico de estilo románico donde se encuentra un reloj.

### Cúpula
Tiene una cúpula de forma oval cuya base es una torre de piedra. La cúpula se encuentra recubierta de azulejos en su exterior en su mayoría de color amarillo donde además se pueden apreciar algunos detalles.
Tiene la misma altura que la torre.
En la torre donde se sostiene de la cúpula, tiene ocho ventanales divididos por dos columnas que brindan luminosidad al interior, en especial la zona del altar. En el interior en cada esquina de las cuadro que hay como adorno del "sostén de la cúpula" se encuentran placas con bustos de santos, entre los que se encuentra Santa Teresa.
En el interior de la cúpula tiene una cornisa con un grueso barandal suficientemente grande y resistente para poder caminar en la cúpula. No hay forma de acceder a ella, por única excepción de pasar por una de las ocho ventanas desde el exterior.

### Interior

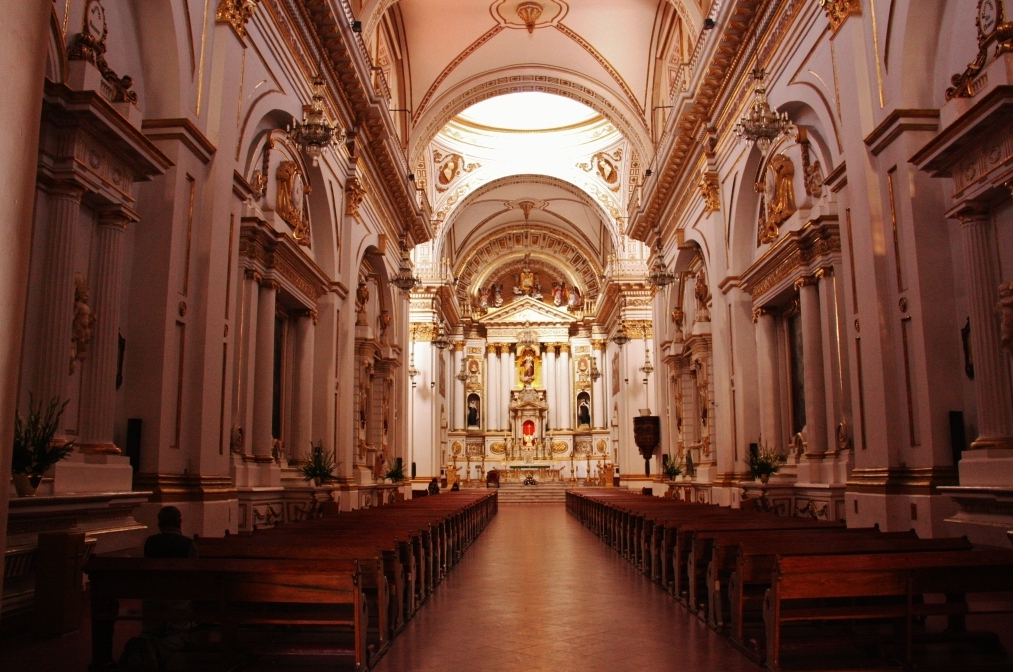
Vista del interior del templo.

Se accede al templo tanto por la entrada principal (o cualquiera de las secundarias) o por la alterna, sobre la calle el Carmen.

#### Oratorio principal
Si se entra por la entrada principal (o cualquiera de las entradas secundarias) se llega al recinto del oratorio al oratorio. Se encuentra del lado derecho una magnífica pintura al óleo en un lienzo del tamaño de la pared colgado sobre el muro.
El oratorio fue diseñado para que se preparan los fieles para entrar al cuerpo de la iglesia.
El sencillo recinto del oratorio se acababa con una entrada estrecha por dos columnas emparejadas a cada lado, hechas de piedra, en medio de las cuales se ubican don estatuas también de piedra que representan la oración y la religión.
Además, a lado de las estaturas de piedra que resguardan las dos columnas se encuentran dos depósitos de agua bendita (uno de cada lado) hechos también de piedra.

#### Cuerpo
En el interior del cuerpo del edificio tiene la forma alargada donde se encuentran las bancas y numerosos altares independientes en ambos laterales dedicados a varios santos y algunas contienen reliquias y honras fúnebres; al final de las laterales que forman el camino para llegar al altar se encuentra, a la derecha, una puerta para entrar a otro recinto cuya función es servir de oratorio cuando para no entrar al cuerpo de la iglesia y, ala izquierda, una entrada para entrar al recinto lateral izquierdo del templo, que está conectada con el oratorio de la entrada principal.
Entre los restos óseos resguardados en los altares independientes se encuentran los restos de Fray Antonio de San Fermín.
El altar principal del templo es dedicado a la Virgen del Carmen. En la cima del altar se encuentran los cuatro árcangeles.
En los laterales del altar se encuentran otras dos obras pictóricas al fresco del propio Tresguerras.

### Capilla de los Dolores
En un edificio anexo al templo se encuentra el Mausoleo de Tresguerras, es una bella Capilla de estilo barroco con facha neoclásica, donde se guardan los restos de Tresguerras. Se le conoce como Capilla de los Dolores.

## Celebraciones
Sus principales fiestas religiosas se llevan a cabo en:
- Enero: fiestas del niño de Praga.
- Entre marzo y abril: fiestas de Semana Santa.
- Julio: fiestas de la Virgen del Carmen.

Además se realizan conciertos en el interior del templo, como orquestales y corales en diferentes épocas del año.

## Galería de Imágenes
|  |
|  |

|  |
|  |

|  |
|  |

|  |
|  |

|  |
|  |

|  |
|  |

|  |
|  |

|  |
|  |

|  |
|  |

|  |
|  |